# Campanula rotundifolia
La campanula soldanella (nome scientifico Campanula rotundifolia L.) è un'elegante e delicata pianta dai fiori blu a forma di campana, appartenente alla famiglia delle Campanulaceae.

## Etimologia
Il nome generico (campanula) deriva dalla forma a campana del fiore; in particolare il vocabolo deriva dal latino e significa: piccola campana.
Dalle documentazioni risulta che il primo ad usare il nome botanico di “Campanula” sia stato il naturalista belga Rembert Dodoens, vissuto fra il 1517 e il 1585. Tale nome comunque era in uso già da tempo, anche se modificato, in molte lingue europee. Infatti nel francese arcaico queste piante venivano chiamate “Campanelles” (oggi si dicono “Campanules” o “Clochettes”), mentre in tedesco vengono dette “Glockenblumen” e in inglese “Bell-flower” o “Blue-bell”. In italiano vengono chiamare “Campanelle”. Tutte forme queste che derivano ovviamente dalla lingua latina. L'epiteto specifico (“rotundifolia”) fa riferimento alla forma delle foglie basali.
Il binomio scientifico della pianta di questa voce è stato proposto da Carl von Linné (1707 – 1778) biologo e scrittore svedese, considerato il padre della moderna classificazione scientifica degli organismi viventi, nella pubblicazione "Species Plantarum - 1:. 163 1753" del 1753.

## Descrizione

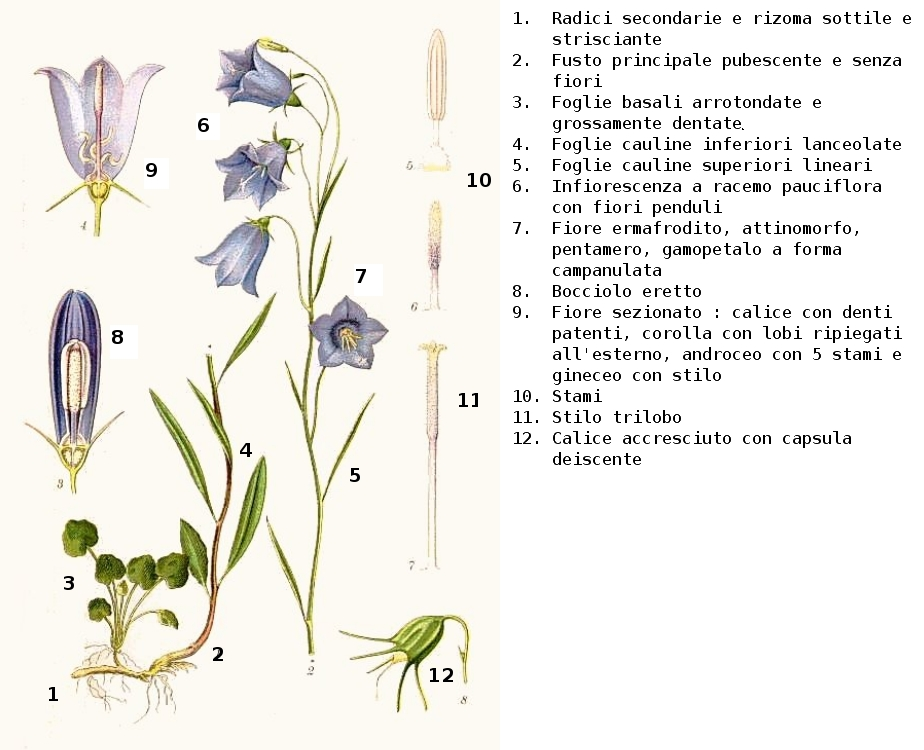
Descrizione delle parti della pianta

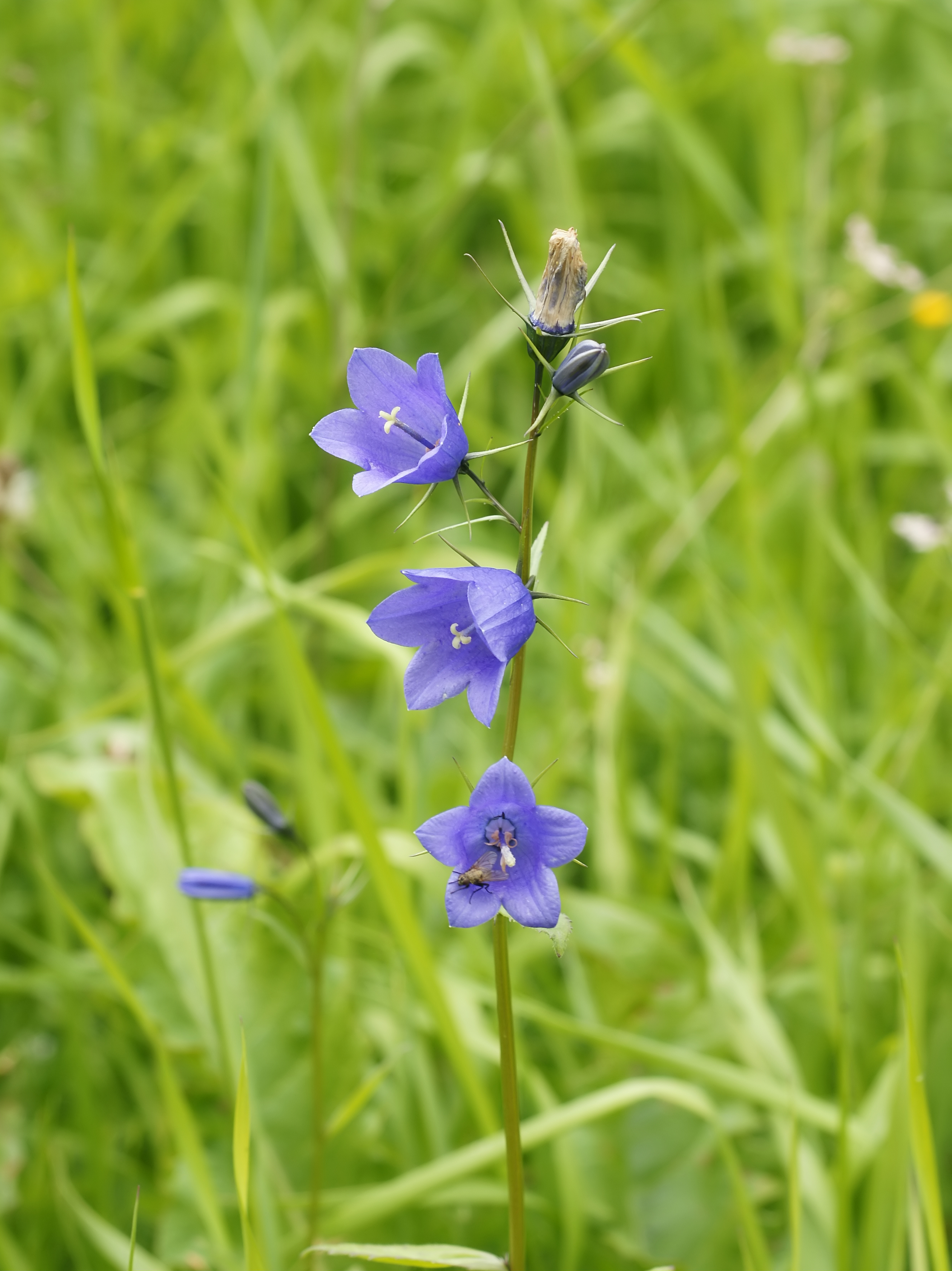
Il portamento

L'altezza di queste piante è variabile da 10 a 60 cm. La forma biologica è definita come emicriptofita scaposa (H scap), ossia in generale sono piante erbacee, a ciclo biologico perenne, con gemme svernanti al livello del suolo e protette dalla lettiera o dalla neve e sono dotate di un asse fiorale eretto e spesso privo di foglie. Se stropicciata o spezzata la pianta rilascia un succo bianco lattiginoso e denso (contengono infatti lattice lattescente e accumulano inulina).

### Radici
La radice è secondaria a partire dal rizoma.

### Fusto
- Parte ipogea: la parte sotterranea consiste in un rizoma sottile e strisciante non lignificato.
- Parte epigea: la parte aerea ha un portamento eretto e lievemente incurvata nella parte alta. Alla base è coperta da peli pubescenti (brevi e sottili). Il fusto principale normalmente termina in una rosetta sterile (senza fiori), all'ascella della quale sono inseriti uno o più fusti fioriferi laterali.

### Foglie
- Foglie basali: le foglie basali hanno il colore verde scuro e sono arrotondate – reniformi; hanno un lungo picciolo e praticamente spariscono alla fioritura (ma non del tutto e comunque se rimangono sono ridotte). La lamina è grossamente dentata. Dimensione del picciolo: 3 – 6 cm; dimensione della lamina: 1 – 2 cm.
- Foglie cauline: la foglie cauline sono lineari – lanceolate e sono progressivamente più ristrette. Dimensione media delle foglie cauline: larghezza 1 – 5 mm; lunghezza 20 – 50 mm.

### Infiorescenza

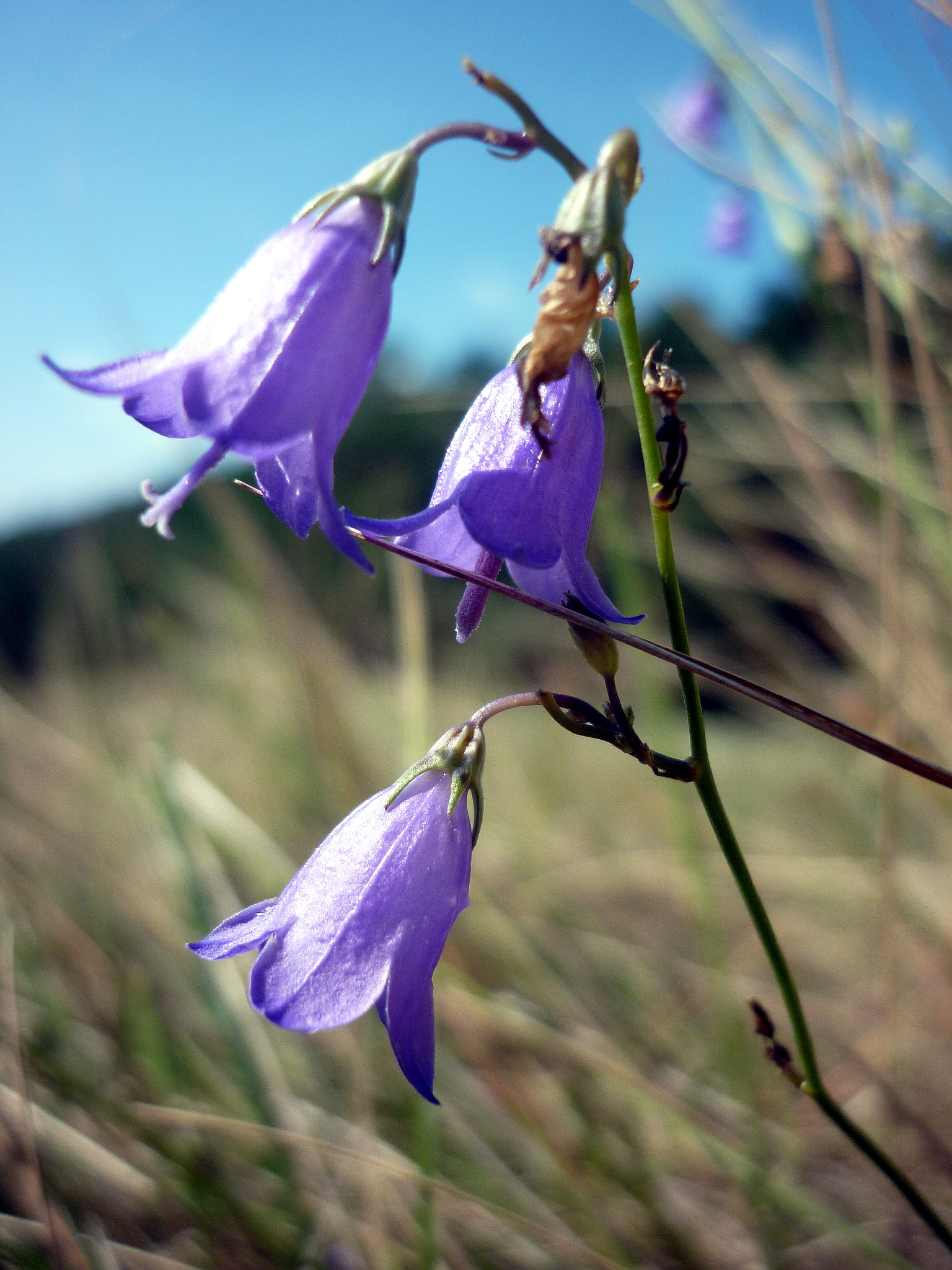
Infiorescenza

L'infiorescenza è del tipo racemo pauciflora (pochi fiori) con fiori penduli (mentre i boccioli sono eretti, mentre alla fioritura il fiore è patente). In fase di appassimento i fiori accentuano l'inclinazione-pendenza. I peduncoli fiorali sono grossi quanto le ramificazioni finali del fusto. 

### Fiori

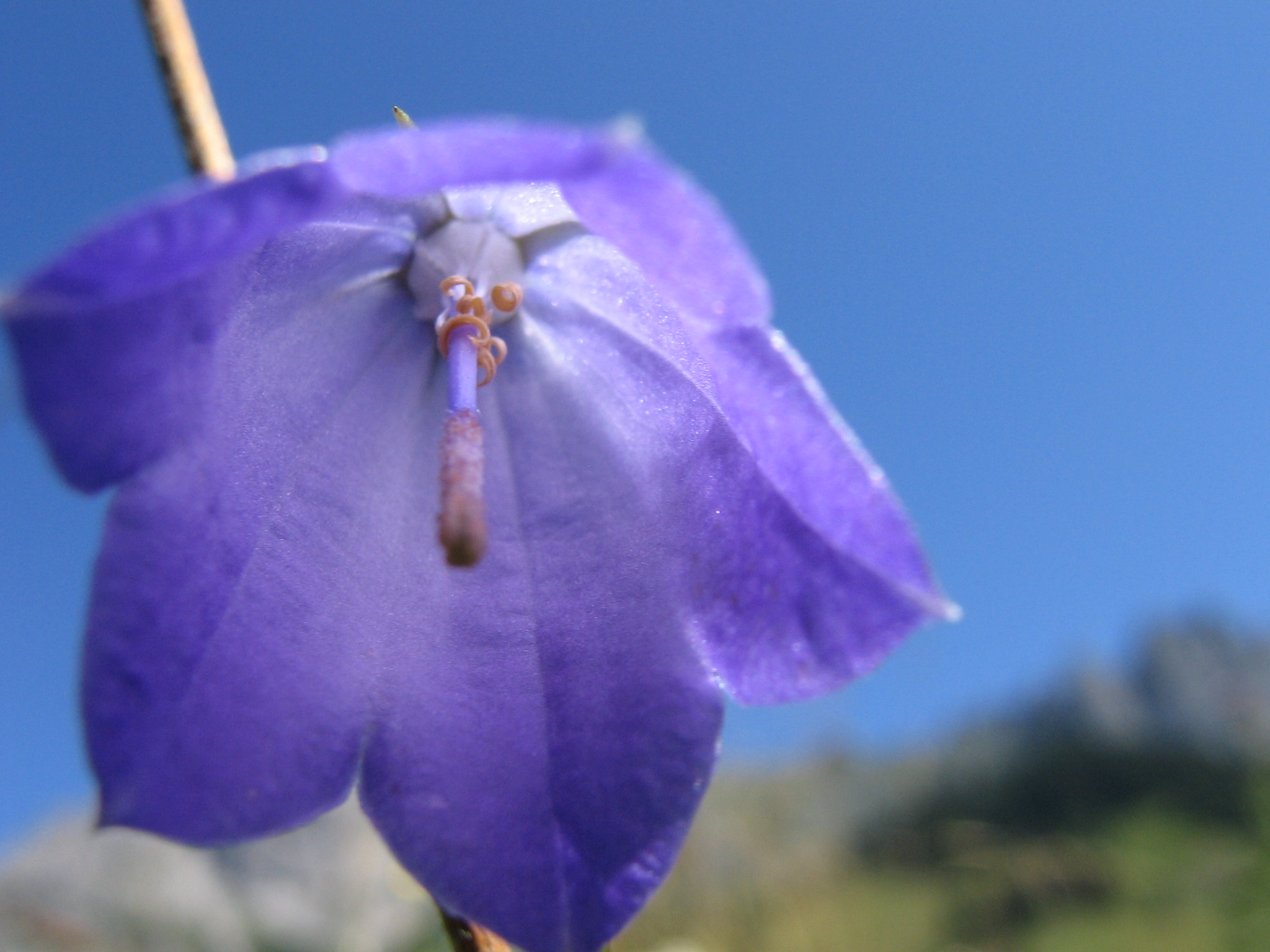
Il fiore

I fiori sono tetra-ciclici, ossia sono presenti 4 verticilli: calice – corolla – androceo – gineceo (in questo caso il perianzio è ben distinto tra calice e corolla) e pentameri (ogni verticillo ha 5 elementi). I fiori sono gamopetali, ermafroditi e attinomorfi. Dimensione dei fiori: 1 – 2,5 cm.
- Formula fiorale: per questa pianta viene indicata la seguente formula fiorale:

K (5), C (5), A (5), G (2-5), infero, capsula
- Calice: il calice ha 5 denti molto sottili tipo lacinie lunghe quasi la metà del calice; le lacinie rispetto alla corolla sono quasi patenti. Dimensione dei denti: 4 – 8 mm.
- Corolla: la corolla è campanulata e di colore blu intenso (o blu chiaro o anche bianco e rosa) ed ha 5 divisioni o lobi. La lunghezza dei lobi è sempre minore di un terzo della lunghezza del tubo corollino. I lobi alla base sono molto allargati e sono separati da insenature acute e all'apice sono incurvati verso l'esterno. Lunghezza della corolla: 12 – 25 mm.
- Androceo: gli stami sono 5; le antere sono libere e lunghe quanto i filamenti staminali; il polline è 3-porato e colorato di giallastro o rossastro.
- Gineceo: l'ovario è infero e sincarpico a 3 carpelli con placentazione assile (centrale); la sua superficie può essere liscia (glabra) o papillosa; lo stilo è trilobo (a 3 stimmi) e possiede dei peli per raccogliere il polline.
- Fioritura: fiorisce da (maggio) giugno a settembre

### Frutti
Il frutto consiste in una capsula pendula triloculare. La deiscenza avviene per valve basali. Dimensione della capsula: 3 – 4 mm di diametro.

## Riproduzione
- Impollinazione: l'impollinazione avviene tramite insetti (impollinazione entomogama - api). In queste piante è presente un particolare meccanismo a "pistone": le antere formano un tubo nel quale viene rilasciato il polline raccolto successivamente dai peli dallo stilo che nel frattempo si accresce e porta il polline verso l'esterno.[10]
- Riproduzione: la fecondazione avviene fondamentalmente tramite l'impollinazione dei fiori (vedi sopra).
- Dispersione: i semi cadendo a terra (dopo essere stati trasportati per alcuni metri dal vento, essendo molto minuti e leggeri – disseminazione anemocora) sono successivamente dispersi soprattutto da insetti tipo formiche (disseminazione mirmecoria).

## Distribuzione e habitat

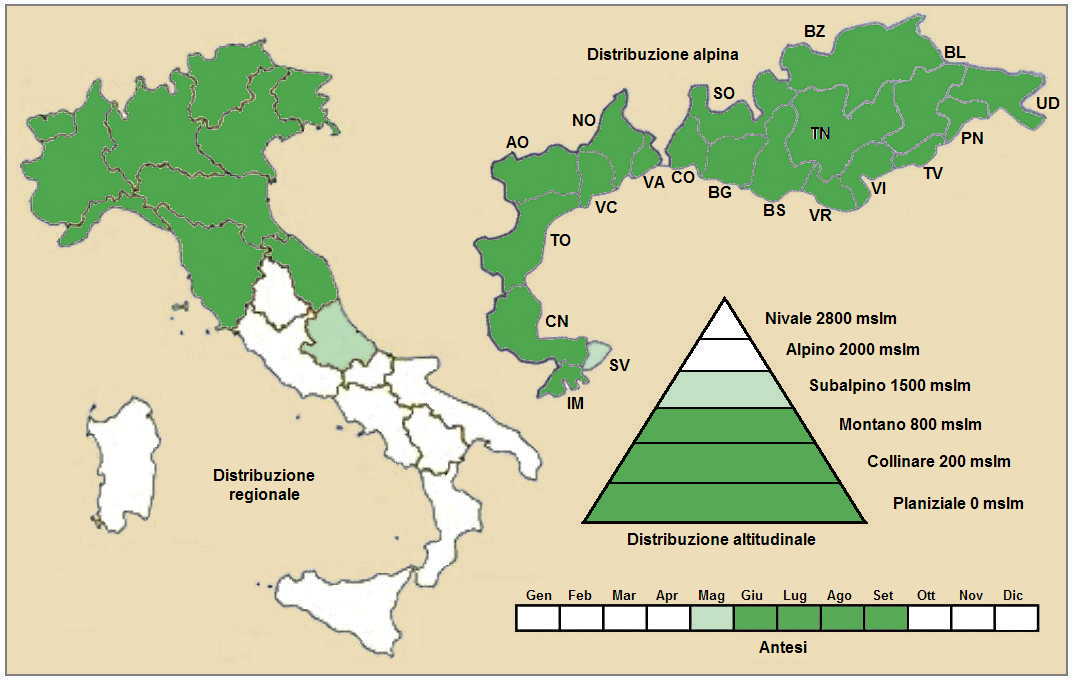
Distribuzione della pianta
(Distribuzione regionale – Distribuzione alpina)

- Geoelemento: il tipo corologico della specie (area di origine) è Nord e Centroeuropeo, ma anche Eurasiatico; quindi la “Campanula soldanella” è una specie originaria della maggior parte delle zone temperate settentrionali del mondo.
- Distribuzione: questa specie si trova in Siberia, nell'America Settentrionale e in Argentina, in Africa Settentrionale, mentre in Europa è diffusa quasi dappertutto, ma è assente nell'area mediterranea meridionale, quindi in Italia è presente solo al nord. In particolare è comune nell'area alpina. È segnalata anche qualche presenza sull'Appennino tosco-emiliano.
- Habitat: l'habitat tipico per questa pianta sono i prati asciutti e magri, i pendii sassosi e le rupi; ma anche i margini erbacei, le pinete e i gineprai. La specie è sinantropa (può crescere in ambienti non naturali) e non è nitrofila. Il substrato preferito è calcareo ma anche siliceo con pH neutro, bassi valori nutrizionali del terreno che deve essere umido.
- Distribuzione altitudinale: da 100 a 2000 m s.l.m.; frequentano quindi i seguenti piani vegetazionali: collinare, montano e in parte quello subalpino.

### Fitosociologia
Dal punto di vista fitosociologico Campanula rotundifolia appartiene alla seguente comunità vegetale:
Formazione: delle comunità a emicriptofite e camefite delle praterie rase magre secche
Classe: Festuco-Brometea
Ordine: Brometalia erecti
Alleanza: Mesobromion

## Tassonomia
La famiglia di appartenenza della Campanula rotundifolia (Campanulaceae) è relativamente numerosa con 89 generi per oltre 2000 specie (sul territorio italiano si contano una dozzina di generi per un totale di circa 100 specie); comprende erbacee ma anche arbusti, distribuiti in tutto il mondo, ma soprattutto nelle zone temperate. Il genere di questa voce appartiene alla sottofamiglia Campanuloideae (una delle cinque sottofamiglie nella quale è stata suddivisa la famiglia Campanulaceae) comprendente circa 50 generi (Campanula è uno di questi). Il genere Campanula a sua volta comprende 449 specie (circa 50 nella flora italiana) a distribuzione soprattutto circumboreale, ossia hanno origine dai territori delle zone temperate dell'emisfero boreale (una ventina e forse più sono originarie dell'America del Nord). È comunque dalle regioni mediterranee che si pensa abbia avuto inizio la distribuzione, nel resto del mondo, di queste piante.

Il Sistema Cronquist assegna al genere Campanula la famiglia delle Campanulaceae e l'ordine delle Campanulales mentre la moderna classificazione APG la colloca nell'ordine delle Asterales (stessa famiglia). Sempre in base alla classificazione APG sono cambiati anche i livelli superiori (vedi tabella in testa a questa voce).

I numeri cromosomici di C. rotundifolia è: 2n = 34, 68 e 102.

### Variabilità
Questa specie si presenta in diverse forme: si tratta di una specie polimorfa (sia tetraploide che esaploide, ma anche diploide). Le caratteristiche morfologiche possono cambiare a seconda delle varie popolazione che comunque rimangono sempre interfertili. Le varietà maggiori le troviamo nell'ovario che può essere glabro o papilloso, nel fusto che può essere pubescente oppure no e nelle foglie che possono o no essere cigliate alla base.

Il polimorfismo di questa pianta ha generato non poca confusione nella tassonomia del passato (e attuale). Sandro Pignatti nella "Flora d'Italia" descrive diverse entità come specie autonome, ma attualmente considerate "incluse" in rotundifolia da alcune checklist ma non da altre. Tutte queste specie sono da considerarsi di tipo corologico Endemico:
| Nome scientifico e Autore      | Nome comune          | Caratteri notevoli | Antesi             | Habitat                             | Distribuzione in Italia                         |
| ------------------------------ | -------------------- | --- | ------------------ | ----------------------------------- | ----------------------------------------------- |
| C. forsythii (Arcang.) Podlech | C. di Forsyth        | Il rizoma è lignificato e ramosissimo; le foglie all'apice sono ottuse con bordi dentati appena; lunghezza della corolla: 20 – 28 mm; il colore del polline è purpureo scuro                             | Maggio - Luglio    | Rupi calcaree ombrose e umide       | Isola Sardegna da 300 a 1100 m s.l.m.           |
| C. tanfanii Podlech            | C. di Tanfani        | Il rizoma è lignificato e ramosissimo; le foglie basali hanno la lamina a forma ovale; il fiore è unico; le antere sono lunghe il doppio dei filamenti                                                   | Maggio - Settembre | Rupi calcaree ombrose e umide       | Italia centrale da 150 a 2000 m s.l.m.          |
| C. macrorrhiza Gay ex DC.      | C. della Riviera     | La forma biologica è camefita pulvinata (Ch pulv); il rizoma è legnoso e ingrossato; lunghezza della corolla: 15 – 25 mm                                                                                 | Maggio - Luglio    | Rupi calcaree ombrose               | Alpi Marittime e Riviera da 200 a 1500 m s.l.m. |
| C. apennina Podlech            | C. degli Appennini   | Le foglie basali hanno delle forme allargate; l'infiorescenza è un racemo allungato multifloro unilaterale; lunghezza della corolla: 10 – 12 mm                                                          | Luglio - Agosto    | Pendii aridi e selve                | Italia centrale da 1000 a 1800 m s.l.m.         |
| C. marchesettii Witasek        | C. di Marchesetti    | Le foglie basali hanno delle forme allargate, quelle medie sono caratteristicamente patenti; i fiori sono diretti in ogni senso; lunghezza della corolla: 10 – 12 mm                                     | Giugno - Settembre | Boschi aridi, pinete e cespuglieti  | Trentino-Alto Adige da 500 a 1300 m s.l.m.      |
| C. bertolae Colla              | C. di Bertola        | Il rizoma è legnoso e ingrossato; i fusti sono elevati e robusti; l'infiorescenza è ramosa nella parte inferiore; la campanula è imbutiforme ed è lunga da 10 a 17 mm                                    | Luglio - Agosto    | Pendii aridi e sassosi (serpentino) | Alpi occidentali da 300 a 1000 m s.l.m.         |
| C. stenocodon Boiss. et Reuter | C. a corolla stretta | Il rizoma è sottile e ramoso; i rami dell'infiorescenza sono patenti; la corolla è strettamente imbutiforme ed è lunga da 15 20 mm; le antere sono lunghe 1,5 volte i filamenti; il polline è giallastro | Luglio- Settembre  | Rupi e pietraie                     | Alpi Cozie e Marittime da 1600 a 2100 m s.l.m.  |

Inoltre nella "Flora d'Italia" è descritta la sottospecie pedemontana Witasek (pianta con foglie cigliate alla base) distribuita soprattutto in Valle d'Aosta; mentre in altre checklist è citata la sottospecie Campanula rotundifolia subsp. hispanica (Willk.) O. Bolòs & Vigo.

### Sinonimi
Questa entità ha avuto nel tempo diverse nomenclature. L'elenco seguente indica alcuni tra i sinonimi più frequenti:
- Campanula albanica Witasek
- Campanula allophylla Raf. ex A.DC.
- Campanula angustifolia Lam.
- Campanula antirrhina Schleich.
- Campanula apennina (Podlech) Podlech
- Campanula arcuata var. subrhomboidalis Schur
- Campanula asturica Podlech
- Campanula balcanica f. racemosa (Krazan) Hruby
- Campanula beckiana Hayek
- Campanula bertolae Colla
- Campanula bielzii Schur
- Campanula bocconei Vill.
- Campanula breynina (Beck) Hruby
- Campanula bulgarica Witasek
- Campanula caballeroi Sennen & Losa
- Campanula carnica var. racemosa Krazan
- Campanula cespitosa var. bocconei (Vill.) Steud.
- Campanula chinganensis A.I.Baranov
- Campanula cinerea Hegetschw.
- Campanula confertifolia (Reut.) Witasek
- Campanula decloetiana Ortmann
- Campanula delicatula Sennen & Losa
- Campanula diversifolia Dumort.
- Campanula elongatifolia Sennen
- Campanula euxina (Velen.) Ancev
- Campanula farinulenta A. Kern. & Wettst.
- Campanula forsythii (Arcang.) Podlech
- Campanula fritschii Witasek
- Campanula filiformis Gilib.
- Campanula gentilis Kovanda
- Campanula gieseckiana Vest
- Campanula groenlandica Berlin
- Campanula grammosepala Vuk.
- Campanula grammosepala var. cardiophylla Vuk.
- Campanula grammosepala var. spathiphylla Vuk.
- Campanula hellenica (Hayek) Podlech
- Campanula jordanovii Ancev & Kovanda
- Campanula heterodoxa Vest ex Schult.
- Campanula heterodoxa Bong.
- Campanula heterophylla Gray
- Campanula hostii Baumg.
- Campanula hostii var. uniflora A.DC.
- Campanula kahenae Maire
- Campanula inconcessa Schott, Nyman & Kotschy
- Campanula juncea Hill
- Campanula lanceolata Lapeyr.
- Campanula lanceolata Schur
- Campanula lancifolia Schur
- Campanula langsdorffiana (A.DC.) Fisch. ex Trautv. & C.A.Mey.
- Campanula langsdorffiana (A. DC.) Trautv.
- Campanula legionensis Pau
- Campanula linifolia Schrank
- Campanula linifolia var. heterodoxa (Vest ex Schult.) Ledeb.
- Campanula linifolia var. langsdorffiana A.DC.
- Campanula linifolia f. langsdorffiana (A.DC.) Voss
- Campanula linifolia var. major Timb.-Lagr.
- Campanula linifolia var. tenuifolia Timb.-Lagr.
- Campanula lobata Schloss. & Vuk.
- Campanula longisepala Podlech
- Campanula lostrittii Ten.
- Campanula macrorhiza A. DC.
- Campanula marchesettii Witasek
- Campanula marchesettii var. calisii (Murr) Dalla Torre & Sarnth.
- Campanula mentiens Witasek
- Campanula micrantha Bertol.
- Campanula minor Lam.
- Campanula minuta Savi
- Campanula moravica (Spitzn.) Kovanda
- Campanula paenina Reut. ex Tissière
- Campanula pennica Reut. ex Payot [Spelling variant]
- Campanula pennina Reut.
- Campanula pindicola Aldén
- Campanula pinifolia Uechtr. ex Pancic
- Campanula polymorpha Witasek
- Campanula praesignis Beck
- Campanula pseudovaldensis Schur
- Campanula pubescens Rchb. ex Nyman
- Campanula pusilla f. lobata (Schloss. & Vuk.) Vuk.
- Campanula racemosa (Krazan) Witasek
- Campanula reboudiana Gren. & Godr.
- Campanula rhomboidalis var. lanceolata (Lapeyr.) Loisel.
- Campanula rotunda Gilib.
- Campanula rotundifolia subsp. confertifolia (Reut.) Witasek ex Vacc.
- Campanula rotundifolia subsp. euxina (Velen.) Hayek
- Campanula rotundifolia subsp. heterodoxa (Vest ex Schult.) Tacik
- Campanula rotundifolia subsp. langsdorffiana (A.DC.) Vodop.
- Campanula rotundifolia subsp. legionensis (Pau) M.Laínz
- Campanula rotundifolia subsp. linifolia Lapeyr.
- Campanula rotundifolia subsp. paenina (Reut. ex Tissière) Witasek ex Vacc.
- Campanula rotundifolia subsp. pedemontana Witasek ex Vacc.
- Campanula rotundifolia subsp. pennina (Reut.) Witasek ex Vacc.
- Campanula rotundifolia subsp. racemosa (Kra?an) Hayek
- Campanula rotundifolia subsp. solstitialis (A.Kern.) Hayek
- Campanula rotundifolia var. albiflora G.Don
- Campanula rotundifolia var. albiflora Sugaw.
- Campanula rotundifolia var. angustifolia (Lam.) Vacc.
- Campanula rotundifolia var. angustissima Schur
- Campanula rotundifolia var. bielziana Schur
- Campanula rotundifolia var. bocconei (Vill.) Lapeyr.
- Campanula rotundifolia var. bulgarica Nejceff
- Campanula rotundifolia var. calisii Murr
- Campanula rotundifolia var. confertifolia Reut.
- Campanula rotundifolia var. decloetiana (Ortmann) Nyman
- Campanula rotundifolia var. delitschiana Kuntze
- Campanula rotundifolia var. euxina Velen.
- Campanula rotundifolia var. flexuosa C.Vicioso
- Campanula rotundifolia var. glabra Lapeyr.
- Campanula rotundifolia var. heterodoxa (Vest ex Schult.) Kurtz
- Campanula rotundifolia var. hirta Mert. & W.D.J.Koch
- Campanula rotundifolia var. hostii (Baumg.) Nyman
- Campanula rotundifolia var. langsdorffiana (A.DC.) Britton
- Campanula rotundifolia var. laxiflora Beck
- Campanula rotundifolia var. legionensis (Pau) Lacaita
- Campanula rotundifolia var. lineariifolia (Dumort.) Hayek
- Campanula rotundifolia var. lubiciana Zalewski
- Campanula rotundifolia var. minor Witasek ex Vacc.
- Campanula rotundifolia var. montana Syme
- Campanula rotundifolia var. ovata Peterm.
- Campanula rotundifolia var. papillifera Savul.
- Campanula rotundifolia var. papillosa Beyer
- Campanula rotundifolia var. parviflora Lej.
- Campanula rotundifolia var. pennina (Reut.) Nyman
- Campanula rotundifolia var. pubescens Gaudin
- Campanula rotundifolia var. reflexa Syr.
- Campanula rotundifolia var. rotundifolia
- Campanula rotundifolia var. saxatilis Hruby
- Campanula rotundifolia var. scabriuscula Mert. & W.D.J.Koch
- Campanula rotundifolia var. scopulicola Lamotte
- Campanula rotundifolia var. soldanelliflora (Voss) L.H.Bailey
- Campanula rotundifolia var. solstitialis (A.Kern.) Beck
- Campanula rotundifolia var. stricta Schumach.
- Campanula rotundifolia var. tenuifolia (Hoffm.) Opiz
- Campanula rotundifolia var. velutina DC.
- Campanula rotundifolia var. verlotii Rouy
- Campanula rotundifolia var. vulgaris Neilr.
- Campanula rotundifolia f. borhidiana Soó
- Campanula rotundifolia f. calvescens Witasek ex Vacc.
- Campanula rotundifolia f. elata Hruby
- Campanula rotundifolia f. frondosa Hruby
- Campanula rotundifolia f. glabrescens Hruby
- Campanula rotundifolia f. graminifolia Hruby
- Campanula rotundifolia f. hirta Hruby
- Campanula rotundifolia f. hrubyana Soó
- Campanula rotundifolia f. laevis Guin.
- Campanula rotundifolia f. latifrons Hruby
- Campanula rotundifolia f. luxurians Hruby
- Campanula rotundifolia f. micranthoides Soó
- Campanula rotundifolia f. nejceffii Hayek
- Campanula rotundifolia f. normalis Hruby
- Campanula rotundifolia f. ovata (Peterm.) Hruby
- Campanula rotundifolia f. rotundifolia
- Campanula rotundifolia f. scabriuscula (Mert. & W.D.J.Koch) Hruby
- Campanula rotundifolia f. serpentini Hruby
- Campanula rotundifolia f. silvicola Hruby
- Campanula rotundifolia f. soldanelliflora Voss
- Campanula rotundifolia f. subcongesta Hruby
- Campanula rotundifolia f. subhirta Soó
- Campanula rotundifolia f. subracemosa Hruby
- Campanula rotundifolia f. subverruculosa Guin.
- Campanula rotundifolia f. tenerrima Hruby
- Campanula rotundifolia f. umbrosa Hruby
- Campanula sarmentosa Fenzl & Vuk.
- Campanula scheuchzeri var. heterodoxa (Vest ex Schult.) A.Gray
- Campanula scheuchzeri var. inconcessa (Schott, Nyman & Kotschy) Nyman
- Campanula scheuchzeri subsp. lanceolata (Lapeyr.) J.-M.Tison
- Campanula scheuchzeriformis Hayek
- Campanula solstitialis A.Kern.
- Campanula stenocodon  Boiss. & Reut.
- Campanula strictifolia  Sennen
- Campanula tanfanii  Podlech
- Campanula tatrae  Borbás
- Campanula tenuifolia Hoffm.
- Campanula tenuifolia Mart.
- Campanula tracheliifolia Losa ex Sennen
- Campanula urbionensis Rivas Mart. & G.Navarro
- Campanula variifolia Salisb.
- Campanula velebitica Borbás
- Campanula wiedmannii Podlech
- Campanula xylocarpa Kovanda
- Campanula xylorrhiza (O. Schwarz) Á. Löve & D. Löve
- Depierrea campanuloides Schltdl.
- Rapunculus esculentus Steud.

### Specie simili
La grande variabilità della Campanula rotundifolia può far sì che alcuni suoi individui abbiano delle caratteristiche morfologiche vicine ad altre specie. Normalmente la Campanula rotundifolia si distingue dalle altre specie simili soprattutto per le foglie basali rotonde e dentate che possono essere ancora presenti alla fioritura. Qui di seguito sono elencate alcune specie che possono essere confuse con la specie di questa voce:
- Campanula cochleariifolia Lam. (1785) – Campanula dei ghiaioni: è meno alta (arriva fino a 15 cm); le foglie basali sono più larghe e il margine fogliare non è dentato; i boccioli sono inclinati. L'areale, in Italia, è più ampio: arriva fino agli Appennino centrale.
- Campanula caespitosa Scop. – Campanula cespugliosa: le foglie basali hanno la lamina quasi rombica; l'infiorescenza è multiflora; la corolla è ristretta alla fauce. Si trova solo sulle Alpi Orientali.
- Campanula scheuchzeri Vill. – Campanula di Scheuchzer: è meno alta (arriva fino a 30 cm); le foglie basali sono cuoriformi; l'infiorescenza è formata da un unico fiore; il portamento del fiore varia con l'antesi (bocciolo pendulo, fiore eretto, poi pendulo); le antere sono più lunghe dei filamenti. Distribuzione italiana: nord e centro.

## Usi
Questa pianta, nei paesi di religione cattolica romana, è dedicata a San Domenico.
Un tempo era considerata un rimedio per l'epilessia, uso oggi completamente abbandonato.

### Cucina
Una volta le sue radici venivano consumate come quelle della “Campanula commestibile” (Campanula rapunculus).

### Giardinaggio
I fiori presi singolarmente non sono molto significativi, ma messi in una aiuola insieme con molte piante della stessa specie raggiungono grandi effetti ornamentali.

### Industria
I fiori, se sottoposti a torchiatura, secernono un liquido che serve come inchiostro che con l'aggiunta di allume diventa verde.

## Galleria d'immagini

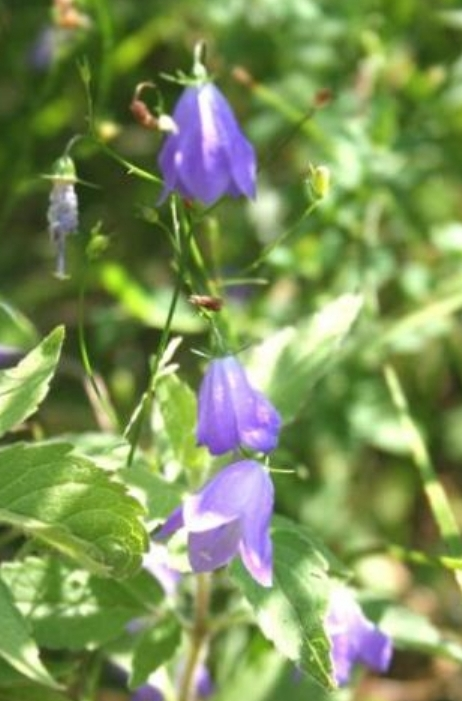
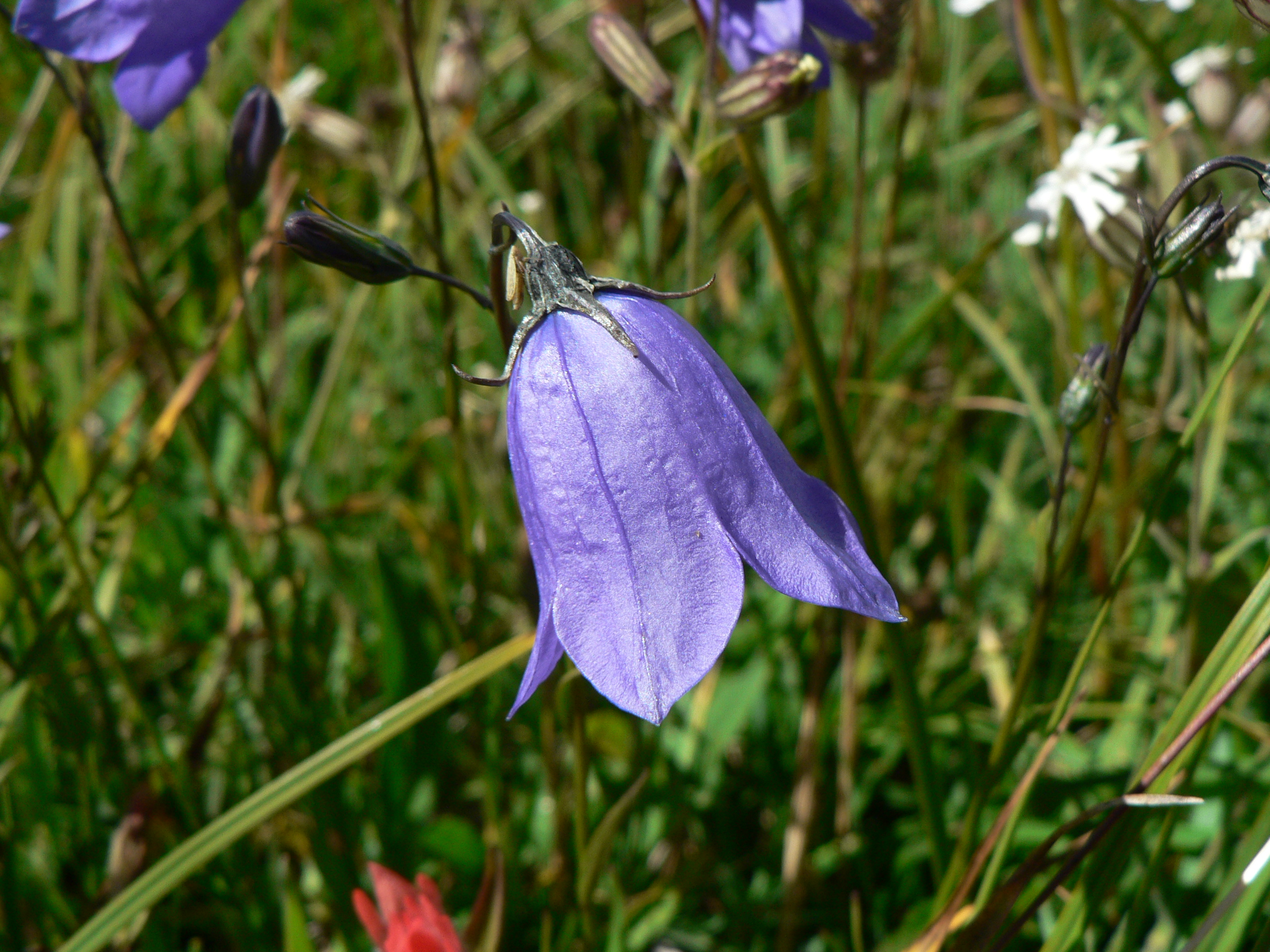
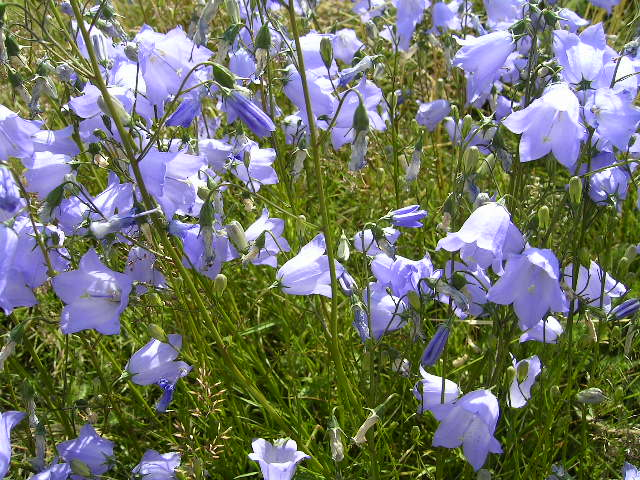
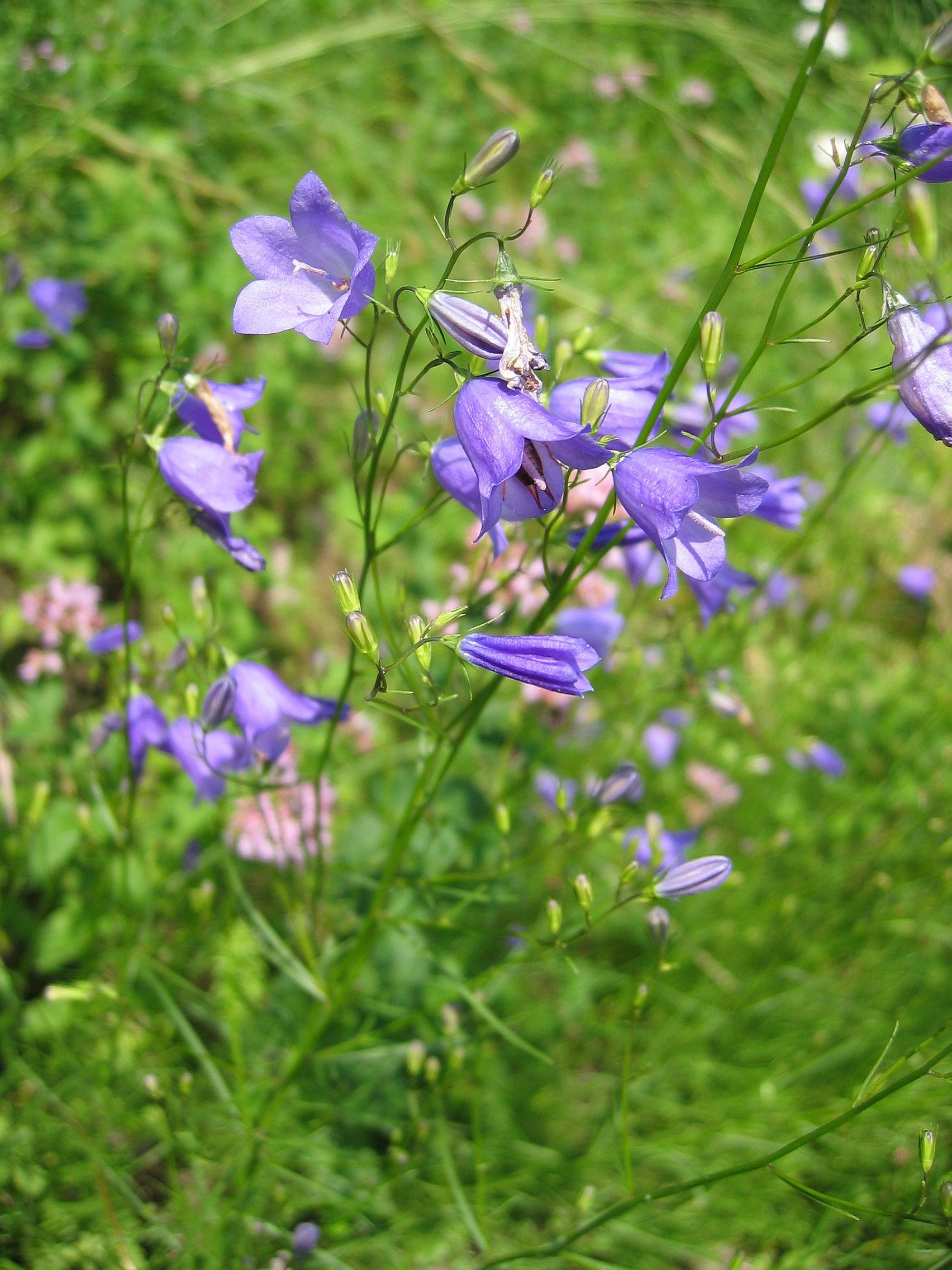